# Améscoa Baja
Améscoa Baja (en basque : Ameskoabarrena) est une municipalité de la communauté forale de Navarre dans le Nord de l'Espagne.
Elle est située dans la zone mixte de la province et à 60 km de sa capitale, Pampelune. La population était de 711 habitants en 2020.
La capitale de cette municipalité se situe à Zudaire. Les autres communes sont Artaza, Baquedano, Baríndano, Ecala, Gollano, San Martín de Améscoa et Urra.

## Situation socio-linguistique
La langue majoritaire de la population est l'espagnol. En 2011, le pourcentage de bascophone était de 10,8 %. La municipalité est située dans la zone linguistique mixte depuis 2017, où certains services comme l'éducation et l'administration sont en espagnol et en basque. Quant à l'évolution de la langue basque dans cette zone, de 1991 à 2018, le poids relatif des bascophones dans la société navarraise n'a cessé d'augmenter, passant de 5,2 % à 12,4 % (de 9,5 % à 14,1 % pour l'ensemble de la Navarre).
Selon les cartes linguistiques historiques, dans la région d'Ameskoabarrena, le basque était la langue d'usage depuis plusieurs siècles, mais entre la fin du XVIIIe siècle (1778) et du XIXe siècle (1863), elle fut progressivement remplacée par l'espagnol.

## Économie

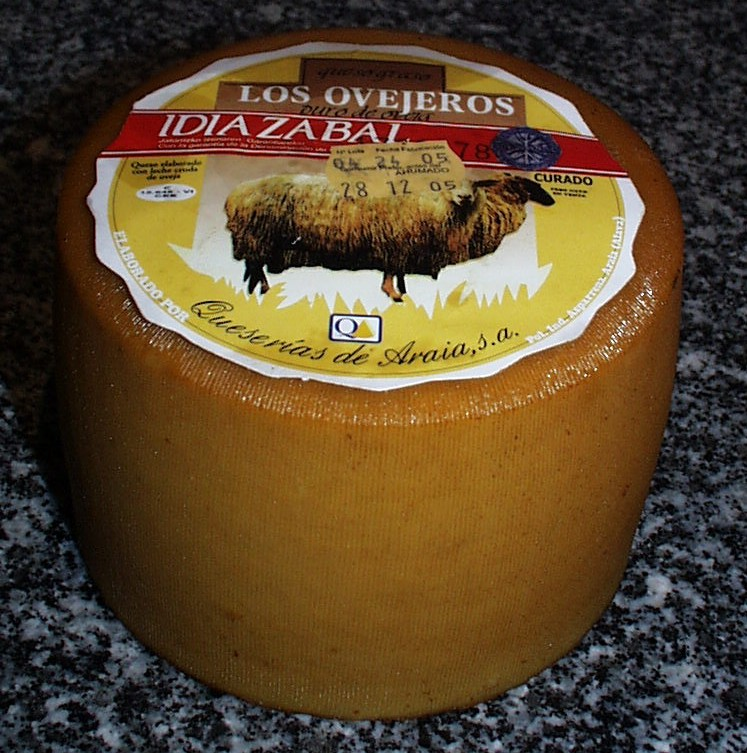
Fromage d'Idiazabal
(Appellation contrôlée)

La situation économique d'Améscoa Baja, de même que celle du reste de la vallée, est en pleine mutation, bien que le secteur primaire reste important : élevage de bovins, de porcins et de volailles et, surtout, élevage de moutons, produisant de la viande et le lait à partir duquel on élabore le fromage d'Urbasa. Celui-ci fait partie de diverses appellations d'origine dont le fromage d'Idiazabal.
L'agriculture est également pratiquée assidument, bien que la plupart des agriculteurs cumulent cette activité avec un emploi dans d'autres domaines, essentiellement dans le secteur secondaire.
La principale industrie de la vallée est la fabrique de chaises au design "Andreu Nort" qui emploie un nombre important d'habitants, toutefois la pratique la plus courante consiste à se déplacer vers les communes voisines pour travailler, surtout  à Estella.
Le secteur des services n'est pas encore très développé, tandis que le tourisme rural est de plus en plus important grâce à la publicité que fournit la proximité des zones naturelles aménagées pour le tourisme que sont la massif d'Urbasa ou Nacedero de Urederra.

## Démographie
| Évolution démographique                                      | Évolution démographique | Évolution démographique | Évolution démographique | Évolution démographique | Évolution démographique | Évolution démographique | Évolution démographique | Évolution démographique | Évolution démographique | Évolution démographique |
| 1996                                                         | 1998                    | 1999                    | 2000                    | 2001                    | 2002                    | 2003                    | 2004                    | 2005                    | 2006                    | 2007                    |
| ------------------------------------------------------------ | ----------------------- | ----------------------- | ----------------------- | ----------------------- | ----------------------- | ----------------------- | ----------------------- | ----------------------- | ----------------------- | ----------------------- |
| 844                                                          | 827                     | 826                     | 796                     | 808                     | 807                     | 827                     | 823                     | 851                     | 826                     | 818                     |
| Sources: Améscoa Baja et instituto de estadística de navarra |                         |                         |                         |                         |                         |                         |                         |                         |                         |                         |

## Personnages célèbres
- Esteban de Zudaire[5] (1548-1570): Béatifié de l'église catholique.

### Sources
- (es) Cet article est partiellement ou en totalité issu de l’article de Wikipédia en espagnol intitulé « Améscoa Baja » (voir la liste des auteurs).